# Збройні сили Сенегалу
Збройні сили Сенегалу (фр. Forces armées du Sénégal) — сукупність військ Республіки Сенегал, призначена для захисту свободи, незалежності і територіальної цілісності держави. Складаються з сухопутних військ, військово-морських сил, повітряних сил та національної жандармерії.

## Склад збройних сил

### Повітряні сили
За даними журналу FlightGlobal, станом на 2020 рік, на озброєнні повітряних сил Сенегалу були 2 транспортних, 8 навчально-тренувальних літаків і 13 багатоцільових і бойових вертольоти.
| Тип           | Виробництво       | Призначення                  | Кількість | Примітки                  |        |
| Літаки        | Літаки            | Літаки                       | Літаки    | Літаки                    | Літаки |
| ------------- | ----------------- | ---------------------------- | --------- | ------------------------- | ------ |
| CN-235        | Індонезія Іспанія | транспортний літак           | 1         |                           |        |
| F27           | Нідерланди        | транспортний літак           | 1         |                           |        |
| C-212         | Іспанія           | морський патрульний літак    |           | замовлено 2 (можливо)     |        |
| CN-235        | Іспанія           | морський патрульний літак    |           | замовлено 1 + 1 (можливо) |        |
| L-39NG        | Чехія             | навчально-бойовий літак      |           | замовлено 4               |        |
| KT-1          | Південна Корея    | навчально-тренувальний літак | 2         | 2 замовлено               |        |
| TB 30         | Франція           | навчально-тренувальний літак | 6         |                           |        |
| Вертольоти    |                   |                              |           |                           |        |
| AS.355        | Франція           | багатоцільовий вертоліт      | 1         |                           |        |
| Bell 206      | США               | багатоцільовий вертоліт      | 2         |                           |        |
| Ми-2          | СРСР              | багатоцільовий вертоліт      | 2         |                           |        |
| Ми-17         | СРСР              | багатоцільовий вертоліт      | 2         |                           |        |
| Ми-24 / Ми-35 | СРСР              | транспортно-бойовий вертоліт | 5         |                           |        |
| SA.316A       | Франція           | багатоцільовий вертоліт      | 1         |                           |        |

Розпізнавальний знак
Знак на кіль